# Prêmio Açorianos de 1989
A décima terceira edição do Prêmio Açorianos ocorreu em 1989 em Porto Alegre, e premiou unicamente destaques do setor de arte dramática.

## Premiações
Melhor diretor: Néstor Monasterio
Melhor ator: José Baldissera (por Rômulo, o Grande)
Melhor atriz: Lurdes Eloy
Melhor atriz coadjuvante: Heloísa Palaoro (por Bella Ciao)
Melhor ator coadjuvante: Fernando Waschburger (por Bella Ciao)
Melhor espetáculo: Bella Ciao
Melhor figurino: Flávio Betanin
Melhor cenário: Maurício Guzinski
Melhor trilha sonora: Paulo Campos (por Bella Ciao)